# Châabane Merzekane
Châabane Merzekane (8 marzo 1959) è un allenatore di calcio ed ex calciatore algerino, di ruolo difensore.

## Carriera

### Nazionale
Con la Nazionale algerina ha preso parte ai Mondiali 1982 disputandovi 3 partite.